# Meiningen (Németország)
Meiningen Németország Türingia tartományának déli részén fekvő város. Meiningen a fővárosa a Schmalkalden-Meiningen kerületnek.
Meiningen történelmi színházáról és Európa egyik utolsó és egyik legnagyobb gőzmozdony üzeméről, a Dampflokwerk Meiningen-ről is ismert. A város Dél-Türingia kulturális központja.

## Földrajzi elhelyezkedése
Meiningen a Werra folyó völgyében, a Rhön hegy keleti peremén fekszik.

## Történelem
Meiningent 982-ben említik először írásos források. A legrégebbi régészeti leletek a kora középkorból és a 700-as évekből származnak. 1008-tól Meiningen a würzburgi egyházmegyéhez tartozott. 1230-ban nyerte el a városi rangot. 1680-1920-ig Meiningen a Szász-Meiningen-i hercegség és Szászország-Meiningen fővárosa volt. Ez 1920 óta Türingia része.

## Kultúra

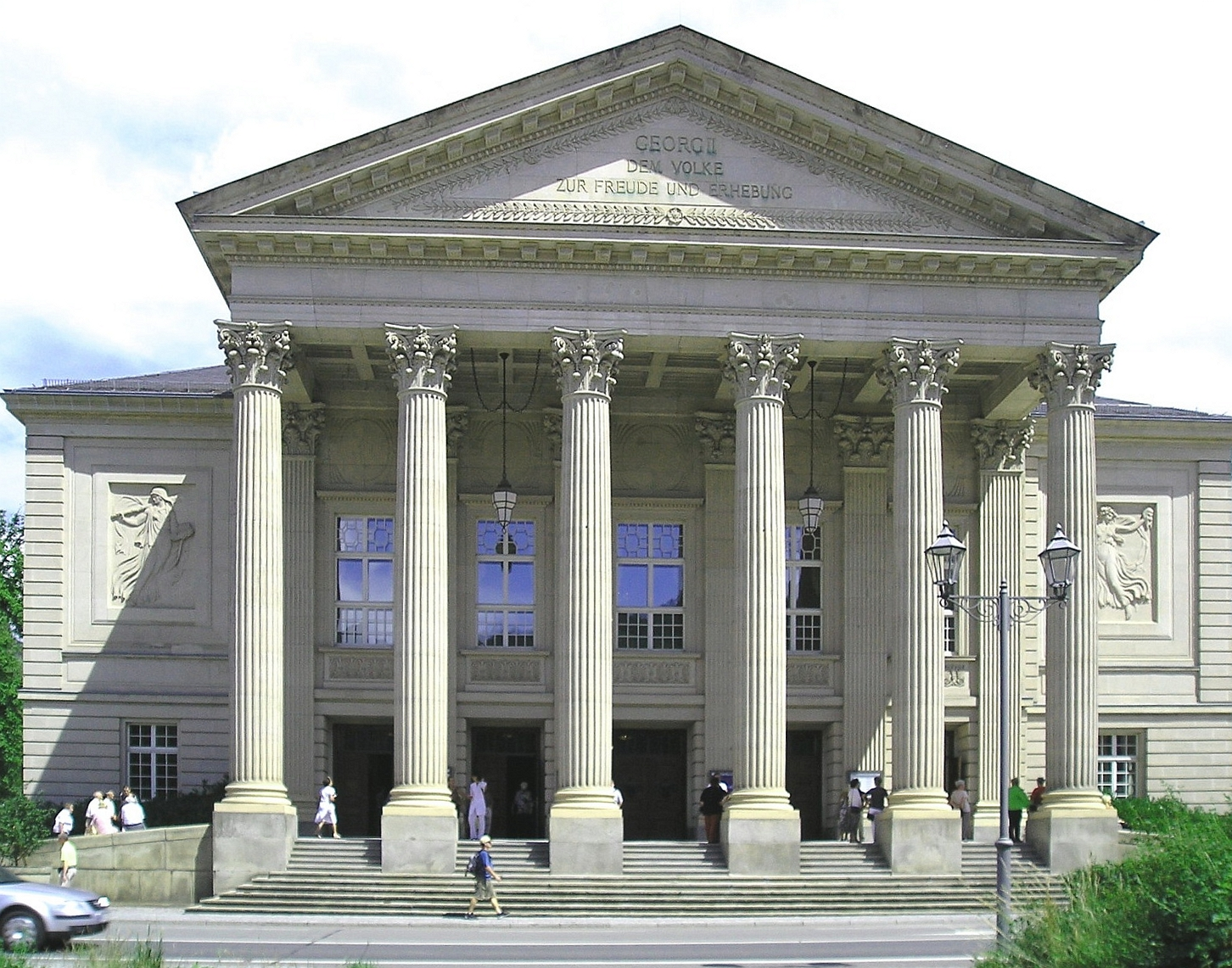
Színház

Meiningen színházáról is híres. A színház 1831-ben épült és 1908-ban újjáépült egy tűzeset után. II. György herceg 1874-1890 között végzett színházreformja számos változást hozott. A színház társulata vendégjátékokat vállalt Európa szerte ebben az időszakban – többek között Budapesten is.
A Hans von Bülow vezette Meininger-Hofkapelle zenekar is ismert volt az 1880-as években. További ismert zenekarvezetők voltak, Richard Strauss és Max Reger is.
Számos jól ismert művész élete, tevékenysége társítható Meiningenhez – ilyenek Friedrich Schiller, Johann Wolfgang von Goethe, Jean Paul Richter, Johannes Brahms, Richard Wagner, Liszt Ferenc, Ludwig Bechstein, Josef Kainz.
A városban számos művészeti múzeum, és egy színház van. Ezen kívül egy motorkerékpár- és kerékpármúzeum is működik.

## Nevezetességei
- Elizabeth kastély
- Landsberg kastély
- „Miasszonyunk” (Unserer lieben Frauen) evangélikus templom városi templom
- színház épület
- számtalan klasszikus és neo-klasszikus épület
- klasszikus fakeretes házak

## A város híres szülöttei
- Adél szász–meiningeni hercegnő (1792–1849) IV. Vilmos brit király felesége, Adelaide város névadója
- II. György szász-meiningeni-herceg (1826–1914), színház reformátor
- Peretz Bernstein (1890–1971), izraeli politikus
- Klaus-Peter Thiele (1940–2011), színész („az Adventure a Werner Holt”)

## Testvérvárosai
- Németország, Neu-Ulm (Bajorország), 1988
- Franciaország Bussy-Saint-George, 2006
- Németország Obertshausen (Hessen), 2007
- Ausztria Meiningen (Vorarlberg) (2012)